# سمفونی شماره ۲ (برامس)
سمفونی شماره ۲ (انگلیسی: Symphony No. 2) در گام ر ماژور اپوس ۷۳، در تابستان سال ۱۸۷۷ توسط یوهانس برامس، موسیقی‌دان بزرگ آلمانی سبک رمانتیک تصنیف گردید. تصنیف این سمفونی به زمانی بازمی‌گردد که مصنف در جریان بازدید از شهر پورچاخ آم وورترسی از ایالت کرنتن اتریش قرار داشت. در مقایسه با سمفونی شماره یک وی که ساختش بیست‌ و یک سال به درازا کشید، این سمفونی بسیار سریع‌تر ساخته شد. 
سمفونی شماره ۲ برامس، برای ۲ فلوت، ۲ ابوا، ۲ کلارینت، ۲ باسون، ۴ کر، ۲ ترومپت، ۳ ترومبون، توبا و تیمپانی تنظیم گردیده‌است.